# Guy Edwards
Guy Richard Goronwy Edwards, född 30 december 1942 i Macclesfield, är en brittisk racerförare.

## Racingkarriär
Efter sin universitetsexamen började Edwards på Motor Racing Stables racingskola vid Brands Hatch och började tävla i en Ford Anglia 1965 för att sedan fortsätta i formel 3 1968. Brist på pengar gjorde att han året efter istället fick tävla i sportvagnar. Han återkom 1972, efter att ha fått ekonomiskt stöd från Barclays Bank, till racing även i ensitsiga bilar och då i formel 5000. Edwards lyckades ta vidare till formel 1 som andreförare i Hill-stallet 1974. Han blev dock under hösten tvungen att lägga av på grund av en bruten handled och ersattes av tysken Rolf Stommelen. Edwards återvände till F1 1976 men då som andreförare för Hesketh i sex lopp. Edwards var en av de förare som hjälpte Niki Lauda ur sin brinnande bil i Tysklands Grand Prix 1976 och fick senare motta Queen's Gallantry Medal (QGM) för sin insatser där. 
Efter ett misslyckat försök att kvalificera sig till Storbritanniens Grand Prix 1977 i en BRM var hans F1-karriär slut. Edwards fortsatte därefter att tävla i sportvagnar och vann World Sportscar Championship 1981. Han gjorde senare en comeback i racing i BTCC 1988.

## F1-karriär
| Säsong | Stall/Tillverkare | Poäng | Placering |
| ------ | ----------------- | ----- | --------- |
| 1974   | Hill (Lola-Ford)  | 0     | –         |
| 1976   | Hesketh-Ford      | 0     | –         |
| 1977   | BRM               | 0     | –         |